# Березин, Иван Филиппович
Иван Филиппович Березин (1896—1977) — советский хирург, научный и государственный деятель, член-корреспондент АМН СССР (1960), заслуженный деятель науки Туркменской ССР (1944).

## Биография
Родился в 1896 году в Саратове. В 1923 году окончил медицинский факультет Саратовского университета.
С 1923 по 1933 год сельский врач, затем ординатор Курганской областной больницы. С 1933 по 1937 год ассистент, затем доцент кафедры факультетской хирургии Томского медицинского института. С 1937 года заведующий кафедрой госпитальной хирургии Туркменского медицинского института. Во время Великой Отечественной войны главный хирург эвакогоспиталей в Туркменской ССР. С 1946 по 1948 год главный хирург Туркменской ССР. С 1949 года председатель Ученого медицинского совета Министерства здравоохранения Туркменской ССР, с 1952 года одновременно член Ученого медицинского совета Министерства здравоохранения СССР.
В 1944 году организовал Общество хирургов Туркмении и до 1964 года был его председателем. Неоднократно входил в правление Всесоюзного общества хирургов.
С 1957 года заместитель главного редактора журнала «Здравоохранение Туркмении».
С 1960 года член-корреспондент АМН СССР.
Член КПСС. Избирался депутатом Верховного Совета СССР 3-го и 4-го созывов, Верховного Совета Туркменской ССР 5-го созыва.
Умер в 1977 году.

## Научное наследие
Автор более 120 научных работ по хирургии, онкологии и травматологии; ряда модификаций оперативных вмешательств. В числе первых, в 1948 году предложил использовать введение пенициллина в брюшную полость для профилактики и лечения перитонита.

## Награды
- Заслуженный деятель науки Туркменской ССР (1944)
- Орден Ленина.
- Два ордена Трудового Красного Знамени.
- Орден «Знак Почета».
- Медали[2].